# Мищанский, Николай Николаевич
Никола́й Никола́евич Мища́нский (28 января 1954, Сталино, Украинская ССР, СССР — 23 марта 2011) —  советский спортсмен (шашки), бронзовый призёр чемпионата мира по международным шашкам 1980 года, серебряный призёр чемпионата Азии по международным шашкам 1999 года, двукратный чемпион СССР (1980, 1985) по международным шашкам. Международный гроссмейстер.

## Биография
В 1971 году выиграл первый чемпионат мира среди юниоров, затем повторил свой успех в 1972 году. Неоднократно участвовал в чемпионате СССР по международным шашкам, в 1980 и 1985 годах становился чемпионом страны.
В 70-х женился на талантливой шашистке — Ирине Бондаренко. После её смерти в 1982 году отправил совместных детей на Урал и никогда не интересовался их судьбой. В середине 1980-х годов Мищанский женился на известной шашистке Озоде Ахмедовой и переехал в столицу Узбекистана Ташкент. Участник чемпионата мира 2002 года по русским шашкам, выступал за Узбекистан.
Отец гроссмейстера Николай Николаевич Мищанский мастер спорта СССР.